# Bunuri mobile din domeniul artă decorativă clasate în patrimoniul cultural național al României aflate în județul Brașov
Acestă listă conține bunurile mobile din domeniul artă decorativă clasate în Patrimoniul cultural național al României aflate la momentul clasării în județul Brașov.

## Tezaur
| Foto | Informații generale                                      | Detalii tehnice | Descriere | Deținător                            | Legături |
| ---- | -------------------------------------------------------- | --- | --- | ------------------------------------ | -------- |
|      | Cană pentru împărtășanie Autor: Igell Bartholomaeus Sen. | Datare: începutul secolului al XVII-lea Școală: Atelier brașovean Descoperit: Brașov Material: argint parțial aurit; ciocănire, gravare, turnare                                                    | Cană de împărtășanie cu corp cilindric, evazat spre bază. Talpa simplă este ornamentată cu un șir de cercuri. Peretele cănii este reliefat cu trei medalioane ovale, dispuse vertical, reprezentând biciuirea, crucificarea și învierea lui Christos. Spațiul dintre medalioane este umplut cu ornamente vegetale realizate în stilul „Rollwerk” sau „Scheifwerk”, respectiv cu figuri de îngeri și ai apostolilor; pe capac sunt trei medalioane ovale, dispuse pe orizontală, cu cerbi, intercalate de măști, iar butonul plat este de asemenea în formă de mască; toarta este decorată cu figuri de femei, are terminația superioară în formă de volută, iar cea inferioară, de cap de șarpe cu merele în gură. Inscripție: IOHANNES CZERNICKI VON / BRIGH CZINKENBLOeSER / HATT MICH DA ER BIS D: / AS 31. JAHR DIESER STADT CR: / ONEN GEDIENET DIESER PH: / ARKIRCH, AVFF DEN ALTAR / ZV EINEM EVINGEN GE: / DECHTNIS VEREH: / RT ANNO . 1612 . DEN 22 MAIVS. Marca argintarului brașovean: Bartholomaeus Igell Sen. | Biserica Evanghelică C.A., Brașov    | Cimec    |
|      | Potir pentru împărtășanie Autor: Necunoscut              | Datare: începutul secolului al XVI-lea Școală: Neidentificat Descoperit: Brașov Material: argint aurit, pietre semiprețioase; ciocănit, turnat, gravat, cizelat, ajurat                             | Potir cu talpă hexagonală lobată, decorată cu un amplu decor vegetal, în care sunt intercalate figuri de animale, cerbi, iepuri, păsări. Bordura verticală a talpei este decorată cu un brâu sinuos traforat. Piciorul hexagonal este decorat cu inscripția CASPER, precum și cu ornamente gotice. Prezintă un nod sferic turtit, cu butoni florali proeminenți, ajurați, și toată suprafața acoperită de un decor vegetal. Potirul are o cupă semisferică aurită, cu decor vegetal floral, cu medalioane intercalate reprezentând alternând Fecioara cu Pruncul și Sf. Bartolomeu, surmontată de o friză de flori de crin stilizați. | Biserica Evanghelică C.A., Brașov    | Cimec    |
|      | Potir pentru împărtășanie Autor: Necunoscut              | Datare: Prima jumătate al secolului al XVI-lea Școală: Neidentificat Descoperit: Brașov Material: argint aurit; ciocănit, turnat, gravat                                                            | Potir de împărtășanie cu talpă hexalobă înaltă, decorată pe bordura verticală cu un brâu sinuos, iar pe suprafața lobilor cu desen de nervuri gotice în care este inclusă și un blazon cu numele gravat Peter Mane Stephan. Are nod sferic turtit, cu butoni florali proeminenți, intercalate de frunze lanceolate cu nervuri profilate și fus conic profilat. Cupa decorată cu bucle proeminente este surmontată de o friză de flori de crini stilizați. | Biserica Evanghelică C.A., Brașov    | Cimec    |
|      | Casulă Autor: Necunoscut                                 | Datare: 1747 Școală: Atelier brașovean Descoperit: Brașov Material: veșmânt din țesătură de mătase cu ornamente florale, cruce dorzală din broderie venețiană, căptușeală, din pânză de in          | Casulă din țesătură de mătase cu ornamente florale naturaliste în culorile alb, argintiu, diferite culori pe fond bej verzui. Fabricarea materialului poate fi localizată în Franța, în prima jumătate a secolului al XVIII-lea. Crucea dorsală este formată dintr-o broderie venețiană de tip Miracoli, realizată cu fir de mătase de diferite culori, fir de aur și argint, datând din secolul al XVI-lea. Broderia o reprezintă pe Fecioara Maria cu pruncul în centru, în brațele crucii un sfânt cu un model de biserică la stânga (Sf. Hieronymus) și un episcop sfânt cu o carte la dreapta (Sf. Anton). În baza crucii sunt alți doi sfinți neidentificați: un sfânt ținând o carte și un sfânt cardinal cu model de biserică și carte. Căptușeala este din pânză de in de culoare portocalie. | Biserica Evanghelică C.A., Brașov    | Cimec    |
|      | Armoniu Autor: Philip Trayser                            | Datare: 2/2 sec. XIX Școală: Atelier Philip Trayser, Stuttgart, Germania Material: lemn de fag și brad, sculptat, lustruit, băițuit, furniruit, furnir de nuc; metal, os, pluș, hârtie.             | Instrument cu clape, tip orgă, ce funcționează cu ajutorul aerului, brevetat în prima jumătate a secolului al XIX-lea și pus pe piață în Germania de firma Trayser - cel mai important producător de astfel de instrumente în a doua jumătate a secolului al XIX-lea. Piesa funcționează cu un registru (claviatură) și pedale. Piesa a aparținut ansamblului decorativ al sălii de muzică al reginei Maria, la castelul Bran. Nu este în stare de funcționare. | Muzeul Național Bran, Brașov         | Cimec    |
|      | Cassonă                                                  | Datare: 3/4 sec XVII - 1/4 sec XVIII Școală: Atelier italian provincial Material: lemn de nuc; tăiat; sculptat; lustruit; băițuit                                                                   | Piesa de mobilier de formă paralelipipedică se sprijină pe un soclu decorat cu motiv godron. Capacul decorat pe trei laturi cu motiv fin, este prins de scheletul lăzii cu balamale din metal, vechi, decorate cu bumbi. Panoul frontal este decorat central cu rozetă convențională, iar lateral cu semi-rozete. Rozeta centrală, întreruptă de serurerie veche, din metal. Montanții decorați cu motiv alveolar, tratat superficial, trădând maniera simplistă a unui atelier de meșteri provinciali. | Muzeul Național Bran, Brașov         | Cimec    |
|      | Dulap                                                    | Datare: Sec. XVIII;2/2 Școală: Atelier sud-german Material: lemn de brad; lemn de tei; metal; tăiat; sculptat; stunjit; șlefuit; grunduit; pictat                                                   | Dulap monumental, pe postament profilat, cu piedestal decorat frontal cu trei motive console vegetale, flancând două medalioane dreptunghiulare cu chenare roșii, pictate cu motiv volută. Două uși, subliniate de trei montanți tratați architectonic, ca stâlpi angajați, sculptați și pictați policrom cu motive vegetale. Pe uși câte două medalioane decorative policromate, pictate cu motiv vase cu flori. Antablament decorat cu motive stilizate vegetale, ce continuă trama decorativă a montanților, care încadrează două mici medalioane pictate, ovale, cu datare și inițiale. Cornișă acuzată, profilată. Piesa este caracteristică producției artizanale din sudul Germaniei, mai ales din Bavaria și vestul Austriei, respectiv Tirol, din a doua jumătate a secolului al XVIII-lea și prima jumătate a secolului al XIX-lea. Motivele arhitectonice de sorginte renascentistă, perpetuate peste secole, sunt completate de o policromie complexă, de sorginte populară. | Muzeul Național Bran, Brașov         | Cimec    |
|      | Cassonă                                                  | Datare: Sec XVIII;1/4 Școală: Atelier italian Material: lemn de nuc; metal; tăiat; sculptat; băișuit                                                                                                | Ladă cassonă, de mici dimensiuni, portabilă, panourile laterale fiind dotate cu mânere din metal, pentru transport. Capacul lis, așezat pe cornișă cu motiv denticuli. Panoul frontal tratat arhitectonic, cu montanți în decroș, decorați cu mascheroni capete de lei, prelungiți cu mănunchiuri de fructe. Central, în medalion oval în volute, scenă în relief pronunțat, “Sfântul Gheorghe ucigând balaurul”. Postament profilat cu registre divers decorate, pe picioare panouri scunde în volute, cele frontale decorate cu mascheroni capete de lei. Stil baroc. | Muzeul Național Bran, Brașov         | Cimec    |
|      | Ladă                                                     | Datare: 1692 Școală: Atelier german Material: lemn de brad; lemn de tei; tăiat; profilat; sculptat; băițuit; policromat; lustruit                                                                   | Ladă de zestre, de mari dimensiuni, cu două corpuri detașabile, lada propriu-zisă și soclul. Capacul, profilat, format din două segmente, prins cu balamale din metal. Panourile și soclul tratate din punct de vedere decorativ într-o manieră arhitectonică. Panoul frontal, marcat pe verticală de montanți – stâlpi adosați, în ușor relief, decorați cu motiv solzi și în partea superioară cu motiv vegetal stilizat, surmontați de capiteluri de ordin toscan. Prelungiți, la partea inferioară, pe soclu, cu elemente decorative – baze de coloane din ordinul toscan. Între montanți, panouri decorative: central, motiv arcadă sprijinită pe stâlpi decorați cu motiv solzi, surmontați de motiv solar, iar lateral panouri casetate, amplu profilate, purtând central, fiecare, motiv vegetal tratat schematic. În partea superioară, inscripție în limba germană și datare. Stil Renaștere târzie. | Muzeul Național Bran, Brașov         | Cimec    |
|      | Ladă                                                     | Datare: 1736 Școală: Atelier austriac Material: lemn de nuc; metal; tăiat; sculptat; lustruit; băițuit                                                                                              | Ladă de zestre, masivă, de formă paralelipipedică, cu capac prins în balamale mari. Capacul, decorat pe trei laturi cu motiv feston. Pe latura frontală, trei casete în decroș, una centrală și două laterale; caseta centrală decorată cu motiv zoomorf bicefal, surmontat de coroană deschisă, cu scut heraldic pe piept și doi ciorchini de struguri în gheare. Panourile laterale, bordate cu baghetă cu ove, sunt decorate cu vase cu frunze și flori, tip „pomul vieții”. Cele trei cartușe delimitează două panouri decorative mari, încadrate de baghete cu motive ove mărunte, decorate central cu inimi circumscrise în cercuri (sugerând inele de logodnă), din care se dezvoltă volute mari, vegetale. Inimile sunt sumontate de perechi de porumbei adosați, la rândul lor surmontate de motiv palmetă. Inima de pe panoul din stânga, cu monogramă și datarea, 1736, iar cea de pe panoul, din dreapta, cu inițialele “S.D” și “P.G.”. În stil baroc provincial. | Muzeul Național Bran, Brașov         | Cimec    |
|      | Cassonă                                                  | Datare: Sec. XVIII;1/2 Școală: Atelier italian Material: lemn de nuc; metal; tăiat; sculptat; lustruit; băițuit                                                                                     | Ladă de formă paralelipipedică, cu capac simplu, fixat prin balamale din fier forjat. Panoul frontal decorat central cu rozetă iar lateral cu semi-rozete. Panoul frontal încadrat de cartușe verticale, în ușor decroș. Baza, bine profilată, pe picioare panouri, cele frontale bogat decorate cu motive vegetale, în manieră barocă. În interior, casetă de valori, fixată de peretele lăzii. | Muzeul Național Bran, Brașov         | Cimec    |
|      | Ladă                                                     | Datare: Sec. XVI;2/2 Școală: Atelier italian Material: lemn de nuc; lemn de brad; metal; tăiat; sculptat; lustruit; băițuit                                                                         | Ladă masivă, cu capac format din bucăți îmbinate prin lipire, prins cu balamale solide din fier. Corp paralelipipedic, pe soclu amplu, decupat, formând picioare evazate. Frontal, montanți decorați cu motiv vegetal – frunze, încadrând cartuș convențional. Decorația acestuia, tratată în relief, este formată din volută amplă și frunze de castan. | Muzeul Național Bran, Brașov         | Cimec    |
|      | Cassonă                                                  | Datare: Sec. XVII;1/2 Școală: Atelier italian Material: lemn de nuc; metal; tăiat; sculptat; lustruit; băițuit                                                                                      | Ladă de formă paralelipipedică, cu capac prins în balamale din metal, bordat pe trei laturi de registru decorativ denticulat. Latura anterioară a carcasei, bogat decorată, montanții cu motiv frunze pe vrej. Central, cartuș bordat de motiv mărunt încadrează o decorație bogată, cu volute și motiv vegetal, subliniat cu mici rubane, pe care se detașează rozetă mare, centrală, și două semi-rozete, lateral. Carcasa se sprijină pe centură decorată cu motiv vegetal, susținută de picioare mărunte, cele anterioare în formă de labe de leu. | Muzeul Național Bran, Brașov         | Cimec    |
|      | Fotoliu                                                  | Datare: Sec. XVII;2/2 Școală: Atelier spaniol Material: lemn de nuc; lemn de brad; metal; tăiat; cioplit; decupat; lustruit; băițuit; piele; presată; gofrată                                       | Fotoliu cu spătar înalt, cu montanții posteriori terminați în volute canelate, uniți prin traversă decupată, aplicată ulterior, ce susține spătarul. Acesta, confecționat din piele gofrată, decorată cu motive florale și geometrice, este prins de montanți cu ținte metalice. Șezuta din piele, decorată cu motive geometrice, este fixată de traversele laterale cu ajutorul țintelor metalice. Brațele ușor galbate se termină în volute, fiind sprijinite pe picioarele anterioare, decorate frontal cu un ornament dreptunghiular, profilat pe margini. Picioarele sunt unite anterior și posterior cu traverse panouri, cel anterior fiind traforat cu motive geometrice, iar în partea de jos fotoliul prezintă două traverse laterale, decupate la partea inferioară, și o traversă frontală, din lemn de brad, aplicată ulterior pentru consolidare. În dreptul panourilor, picioarele sunt prevăzute cu cârlige de agățare din metal, pentru a fixa brațe suplimentare, pentru transport. | Muzeul Național Bran, Brașov         | Cimec    |
|      | Fotoliu                                                  | Datare: Sec. XVII;2/2 Școală: Atelier spaniol Material: lemn de nuc; metal; tăiat; cioplit; decupat; lustruit; băițuit; piele; presată; gofrată                                                     | Fotoliu cu spătar înalt, cu montanții posteriori terminați în volute canelate, uniți de spătarul confecționat din piele gofrată, decorată cu motive florale și geometrice și fixat cu ajutorul țintelor metalice. Șezuta din piele, decorată cu mici rozete, este fixată de traversele laterale cu ajutorul țintelor metalice. Brațele ușor galbate se termină în volute, fiind sprijinite pe picioarele anterioare, decorate frontal cu caneluri. Picioarele sunt unite anterior și posterior cu traverse panouri, cel anterior fiind traforat cu motive geometrice iar în partea de jos fotoliul prezintă două traverse laterale, decupate la partea inferioară. În dreptul panourilor, picioarele sunt prevăzute cu cârlige de agățare din metal, pentru a fixa brațe suplimentare, pentru transport. | Muzeul Național Bran, Brașov         | Cimec    |
|      | Fotoliu                                                  | Datare: Sec. XVII;2/2 Școală: Atelier central-european Material: lemn de nuc; metal; tăiat; cioplit; decupat; lustruit; băițuit; piele; presată; ștanțată                                           | Fotoliu cu spătar înalt, cu montanții posteriori terminați în motiv decorativ, uniți de spătar cu ajutorul țintelor metalice. Acesta este confecționat din piele ștanțată cu motive florale, geometrice și flori de crini heraldici. Șezuta din piele este fixată de traversele laterale cu ajutorul țintelor metalice. Brațele ușor galbate, se termină în volute, fiind sprijinite pe picioarele anterioare. Picioarele sunt unite anterior și posterior cu traverse panouri, cel frontal fiind decorat cu motive florale încadrând un scut heraldic convențional, înscris într-un cerc, iar în partea de jos, fotoliul prezintă două traverse laterale, decupate la partea inferioară. În dreptul panourilor, picioarele sunt prevăzute cu cârlige de agățare din metal, pentru a fixa brațe suplimentare, pentru transport. | Muzeul Național Bran, Brașov         | Cimec    |
|      | Masă                                                     | Datare: Sec. XIV Școală: Atelier englez Material: lemn de gorun; tăiat; cioplit; lustruit | Masă de o vechime apreciabilă, cu blatul masiv, dreptunghiular, format din două bucăți îmbinate. Pe laturile înguste ale blatului, câte trei orificii, probabil pentru transport. Blatul se sprijină pe două picioare masive, în forma literei T răsturnată, cu câte doi tălpici plați, pentru stabilitate. | Muzeul Național Bran, Brașov         | Cimec    |
|      | Cassonă                                                  | Datare: 3/4 sec XVII - 1/4 sec XVIII Școală: Atelier italian provincial Material: lemn de nuc; tăiat; sculptat; lustruit; metal                                                                     | Cassonă de mici dimensiuni (ladă de valori), de formă paralelipipedică, cu capac prins în balamale. Panoul frontal decorat central cu motiv rozetă, iar lateral cu câte o semi-rozetă. Montanții tratați architectural, decorați cu motiv alveolar și caneluri. Soclul masiv profilat, se sprijină pe picioare mărunte. Pe panourile laterale ale carcasei sunt montate inele din metal, pentru transport. În interior, compartiment mic, adosat. | Muzeul Național Bran, Brașov         | Cimec    |
|      | Dulap                                                    | Datare: circa 1900 Școală: Atelier german Material: lemn de brad; lemn de tei; metal; tăiat; sculptat; pirogravat; lustruit; parțial aurit; vopsit                                                  | Dulap mare, înalt, paralelipipedic cu o ușă, pe soclu simplu. Montanții ușor evazați în partea superioară. Panoul frontal tratat architectonic, cu chenar dreptunghiular subliniat cu butoni încadrați de motiv decorativ - crucea celtică, cu ușa decorată în registre separate prin baghetă, toate decorate cu motive bogate, vegetale, realizate în relief plat; pe uși, central, motiv zoomorf - perechi de animale înaripate. În partea superioară, fronton drept, combinat cu baghetă pătrată, așezată oblic, creând imaginea unei stele cu cinci colțuri. Baghetele vopsite în negru, panourile decorative de pe uși și fronton, aurite. În interior, ușa prezintă două panouri decorate prin pirogravare cu crini înfloriți și crucea gamată a Casei de Hessen și a reginei Maria. Dulapul este o replică a dulapului vechi italian, cu nr. inv. C. 56. Piesa a fost realizată la Darmstadt, în jurul anului 1900, decorația beneficiind de participarea reginei Maria, a surorii sale, Victoria Melita de Saxa-Coburg și a soțului acesteia, Marele Duce Ernst Ludwig de Hessen-Darmstatdt, marele protector al Jugedstil-ului. | Muzeul Național Bran, Brașov         | Cimec    |
|      | Iconostas                                                | Datare: 3/4 sec XVII - 1/4 sec XVIII Școală: Atelier românesc Material: lemn de paltin; tăiat; sculptat; decupat; parțial stucat; parțial aurit                                                     | Piesă de mobilier eclesiastic, ortodox, iconostas mic, tip tetrapod, format din două corpuri. Corpul inferior, tetrapodul propriu-zis, bogat decorat cu motive vegetale în maniera stilului brâncovenesc și cu vulturi bicefali. Pe panoul frontal, central în medalion, icoana Sfântului Nicolae, iar pe părțile laterale, în partea inferioară, mic registru plat, pictat cu motive florale în culori vii. Corpul superior, tratat ca baldachin, constituie „cerul” întregii piese, panoul posterior, acum lipsă, constituind probabil o altă icoană. | Muzeul Național Bran, Brașov         | Cimec    |
|      | Caseton                                                  | Datare: Sec. XVII;2/2 Școală: Atelier italian Material: lemn de stejar; sculptat; lustruit; băițuit; pictat                                                                                         | Mobilă hibridă, caracteristică Renașterii florentine, de tipologie „cassapanca”, cu dublu rol - spațiu de depozitare și mobilă de repaos. Ladă masivă, cu capac lis, anturat pe margini de motive decorative florale stilizate, prins cu balamale solide din fier. Corpul paralelipipedic al lăzii, pe soclu amplu, decupat, se sprijină pe picioare labe de leu. Frontal, scenă mitologică în basso-relief, cu putti și zeitate, flancată pe laterale de medalioane cu capete grotești, formând montanți. Superior, panoul frontal continuat în spătar lis, decorat central cu scenă de vânătoare pictată, terminat superior cu fronton decorat cu motiv scoică stilizată și volute. Brațe formate din figuri de lei, în ronde-bosse, pe socluri. Stil Renaștere târzie. | Muzeul Național Bran, Brașov         | Cimec    |
|      | Comodă                                                   | Datare: 1843 Școală: Atelier transilvănean Material: lemn de brad; lemn de tei; tăiat; sculptat; rindeluit; strunjit; stucat; pictat                                                                | Piesă de mobilier executată într-un atelier transilvănean, provincial. Pe picioare drepte, comodă cu trei sertare prevăzute cu serurerie, cu montanți decorați cu pilaștri-baluștri policromați. Panourile sertarelor pictate cu cartușe de factură neo-clasică, iar panourile laterale ale carcasei pictate imitație de furnir și cu chenare pătrate, verzi, amintind de pictura mobilierului popular. Comoda surmontată de pupitru cu montați prevăzuți cu sertare mici, iar central ușa pupitrului, pictată cu coroniță cu buchet de flori. Deasupra, antablament format din motiv meandru decupat, pictat în roșu și negru și fronton purtând inscripția „Petrus Wagner 1843”, surmontat de registru de baluștri mărunți. Stil vernacular, cu numeroase influențe din repertoriul mobilierului „de autor”, neo-clasic (iosefin), Bierdermeier. | Muzeul Național Bran, Brașov         | Cimec    |
|      | Canapea                                                  | Datare: 1895 Școală: Atelier August Bembé, Mainz, Germania Material: lemn de paltin; sculptat; stucat; aurit; pictat                                                                                | Canapea de salon, amintind tipilogia canapelei tip „ottomane”, dezvoltată de stilul Ludovic al XV-lea. Pe picioare galbate, trei anterioare și două posterioare, decorate cu motiv scoică. Picioarele anterioare laterale, dezvoltate vertical în montanții spătarului, decorați cu volute. Spătarul, compact, este tapițat, prelungit fiind și pe părțile laterale. Rama spătarului este decorată central cu motiv scoică și volute. Întregul schelet de lemn este aurit, unele porțiuni fiind pictate cu motive florale, rezolvate în culori pastelate. Tapițerie recentă, din atlas de mătase brocat, foarte potrivit stilului piesei, cu motive florale stilizate, de culoare beige pe fond ocru-galben. Stil neo-rococo. | Muzeul Național Bran, Brașov         | Cimec    |
|      | Fotoliu                                                  | Datare: 1895 Școală: Atelier August Bembé, Mainz, Germania Material: lemn de paltin; sculptat; stucat; aurit; pictat; tapițat; atlas                                                                | Fotoliu în stil neo-baroc, pe picioare galbate, prevăzute cu rotile, decorate superior cu motiv scoică. Centura, puternic profilată, este decorată frontal cu scoică, șezuta amplă, tapițată. Spătarul amplu, tapițat, cu rama decorată cu motiv scoică și volute. Brațele-cotiere, parțial tapițate, se sprijină pe montanți dezvoltați direct din șezut și se termină în volute ample. Întregul schelet lemnos este aurit, pictat pe alocuri cu motive florale, rezolvate în culori discrete. Tapițerie recentă (circa 1968), din atlas de mătase brocat, foarte potrivit stilului piesei, cu motive florale stilizate, de culoare beige pe fond ocru-galben. | Muzeul Național Bran, Brașov         | Cimec    |
|      | Fotoliu                                                  | Datare: 1895 Școală: Atelier August Bembé, Mainz, Germania Material: lemn de paltin; sculptat; stucat; aurit; pictat; tapițat; atlas                                                                | Fotoliu în stil neo-rococo vienez, pe picioare galbate, prevăzute cu rotile, decorate superior cu motiv vegetal. Centura profilată, este decorată frontal cu motiv scoică, șezuta amplă, tapițată de formă trapezoidală. Spătarul amplu, tapițat, cu rama decupată superior concav. Brațele-cotiere, parțial tapițate, se sprijină pe montanți dezvoltați direct din șezut și se termină în volute. Întregul schelet lemnos este aurit, pictat pe alocuri cu motive florale, rezolvate în culori discrete. Tapițerie recentă (circa 1968), din atlas de mătase brocat, foarte potrivit stilului piesei, cu motive florale stilizate, de culoare beige pe fond ocru-galben. | Muzeul Național Bran, Brașov         | Cimec    |
|      | Birou                                                    | Datare: 1895 Școală: Atelier August Bembé, Mainz, Germania Material: lemn de paltin; stejar; mahon; tăiat; sculptat; stucat; aurit; pictat; tapițat; material textil; bronz; turnat; cizelat; aurit | Piesă de moblier formată din două corpuri - birou cu dulapuri superpozabile și etajeră, tratat architectonic. Corpul inferior, birou cu blat de formă neregulată, îmbrăcat cu material textil, prevăzut lateral cu corpuri cu câte trei sertare, sprijinite pe picioare galbate, decorate cu volute. Central, între corpuri, pe centură, un sertar mare, sumontând panou decorativ decupat și decorat cu volute vegetale. Cele șapte sertare sunt prevăzute cu serurerie din bronz aurit și încuietori, purtând ștanța atelierelor Bembé din Mainz. Corpul superior, extrem de elaborat, prezintă panouri pline, decorate, ce susțin central o poliță și lateral două dulăpașe cu câte trei etajere, închise cu uși. Panoul posterior și cornișele dulăpașelor formează un desen elaborat, sugerând un fronton spart. Panoul central este pictat cu peisaj arhitecturat, un parc cu incintă în prim plan, iar în plan secund, pavilion ce constituie punctul de fugă al compoziției. Pe ușile celor două dulăpașe, personaje în costume de epocă, în partea stângă, doamnă cu floare în mână, în partea dreaptă, tânăr cântând la mandolină. Stil eclectic, cu variate elemente decorative rococo. | Muzeul Național Bran, Brașov         | Cimec    |
|      | Scaun                                                    | Datare: 1895 Școală: Atelier August Bembé, Mainz, Germania Material: lemn de paltin; tăiat; sculptat; stucat; aurit; pictat; tapițat; atlas                                                         | Scaun, făcând parte dintr-o vastă garnitură de salon. Spătar cu ramă sinuoasă, cu mic fragment lipsă în partea centrală, central panou amplu decupat, cu motive volute, în stil Chippendale, cu șezuta tapițată cu material textil relativ recent (circa 1968), atlas brocat, cu motiv floral. Centura sinuoasă, picioare galbate, decorate la partea superioară cu motiv scoică. Întreaga ramă din lemn, aurită și pictată cu discrete motive vegetal-florale. Stil neo-rococo. | Muzeul Național Bran, Brașov         | Cimec    |
|      | Scaun                                                    | Datare: 1895 Școală: Atelier August Bembé, Mainz, Germania Material: lemn de paltin; tăiat; sculptat; stucat; aurit; pictat; tapițat; atlas                                                         | Scaun, făcând parte dintr-o vastă garnitură de salon. Spătar cu ramă sinuoasă, cu mic fragment lipsă în partea centrală, central panou amplu decupat, cu motive volute, în stil Chippendale, cu șezuta tapițată cu material textil relativ recent (circa 1968), atlas brocat, cu motiv floral. Centura sinuoasă, picioare galbate, decorate la partea superioară cu motiv scoică. Întreaga ramă din lemn, aurită și pictată cu discrete motive vegetal-florale. Stil neo-rococo. | Muzeul Național Bran, Brașov         | Cimec    |
|      | Măsuță                                                   | Datare: 1895 Școală: Atelier August Bembé, Mainz, Germania Material: lemn de paltin; stejar; tăiat; sculptat; stucat; aurit; pictat                                                                 | Măsuță cu blat circular neregulat, bordat de volute în relief, cu centură sinuoasă, pe patru picioare galbate, decorate la partea superioară cu medalioane convenționale, cu frunze de acant ample. Întreaga suprafață aurită, pe care au fost pictate motive vegetal-florale delicate, ceva mai ample pe centură. | Muzeul Național Bran, Brașov         | Cimec    |
|      | Canapea                                                  | Datare: 1895 Școală: Atelier August Bembé, Mainz, Germania Material: lemn de paltin; tăiat; sculptat; stucat; aurit; pictat; tapițat; atlas                                                         | Canapea de salon, tributară din punct de vedere stilistic rococoului venețian. Pe picioare galbate, trei anterioare și două posterioare, decorate cu motiv scoică. Spătarul, compact, este tapițat, prelungit fiind și pe părțile laterale. Rama spătarului este decorată cu motive rocaille, acesta prelungindu-se în brațe pline, prevăzute cu cotiere suplimentare, tapițate, terminate în volute ample. Întregul schelet de lemn este aurit, unele porțiuni fiind pictate cu motive florale, rezolvate în culori pastelate. Tapițerie recentă (circa 1968), din atlas de mătase brocat, foarte potrivit stilului piesei, cu motive florale stilizate, de culoare beige pe fond ocru-galben. Stil neo-rococo. | Muzeul Național Bran, Brașov         | Cimec    |
|      | Comodă                                                   | Datare: 1895 Școală: Atelier August Bembé, Mainz, Germania Material: lemn de paltin; stejar; mahon; tăiat; sculptat; stucat; aurit; pictat; tapițat; material textil; bronz; turnat; cizelat; aurit | Comodă „en arbalette”, de tipologie rococo, pe picioare galbate, continuate în montanți decorați cu volute vegetale, până sub blat. Caracasa cu două sertare suprapuse, cu mânere din bronz, sertarul inferior cu broască și serurerie. Blat din marmură albă, de formă neregulată. Întreaga caracasă este aurită și pictată cu motive vegetal-florale. Central, medalion din volute, cu panou pictat cu trepied - brûle-parfum, încadrat de buchete de flori. | Muzeul Național Bran, Brașov         | Cimec    |
|      | Paravan                                                  | Datare: 1895 Școală: Atelier August Bembé, Mainz, Germania Material: lemn de paltin; tăiat; sculptat; stucat; aurit; pictat; tapițat; atlas                                                         | Paravan format din trei segmente, cu rame din lemn tăiate în forme sinuoase, în maniera rococo-ului, aurite și pictate cu motive floral-vegetale. Partea superioară tăiată în rezerve, cu sticlă, iar partea inferioară tapițată cu atlas de mătase brocat, cu țesut cu motive florale, foarte potrivit tipologiei piesei. | Muzeul Național Bran, Brașov         | Cimec    |
|      | Fotoliu                                                  | Datare: 1895 Școală: Atelier August Bembé, Mainz, Germania Material: lemn de paltin; tăiat; sculptat; stucat; aurit; pictat; tapițat; atlas; sticlă; bronz; turnat                                  | Fotoliu în stil neo-rococo vienez, pe picioare galbate, prevăzute cu rotile, decorate superior cu motiv vegetal. Centura profilată, este decorată frontal cu motiv scoică, șezuta amplă, tapițată de formă trapezoidală. Spătarul amplu, tapițat, cu rama decupată superior concav. Brațele-cotiere, parțial tapițate, se sprijină pe montanți dezvoltați direct din șezut și se termină în volute. Întregul schelet lemnos este aurit, pictat pe alocuri cu motive florale, rezolvate în culori discrete. Tapițerie recentă (circa 1968), din atlas de mătase brocat, foarte potrivit stilului piesei, cu motive florale stilizate, de culoare beige pe fond ocru-galben. | Muzeul Național Bran, Brașov         | Cimec    |
|      | Masă                                                     | Datare: 1895 Școală: Atelier August Bembé, Mainz, Germania Material: lemn de paltin; lemn de fag; tăiat; sculptat; stucat; aurit; pictat; tapițat; atlas; pluș                                      | Masă cu blat oval, neregulat, bordat de volute în relief, central tapițat cu atlas de mătase cu motive floral-vegetale, cu centură sinuoasă, pe patru picioare galbate, decorate la partea superioară cu frunze de acant ample. Întreaga suprafață aurită, pe care au fost pictate motive vegetal-florale delicate, ceva mai ample pe centură. Tipologie caracteristică stilului Napoleon III. | Muzeul Național Bran, Brașov         | Cimec    |
|      | Canapea                                                  | Datare: 1895 Școală: Atelier August Bembé, Mainz, Germania Material: lemn de paltin; tăiat; sculptat; stucat; aurit; pictat; tapițat; atlas                                                         | Canapea de salon, amintind tipilogia canapelei tip „ottomane”, dezvoltată de stilul Ludovic al XV-lea. Pe picioare galbate, trei anterioare și două posterioare, decorate cu motiv scoică. Picioarele anterioare laterale, dezvoltate vertical în montații spătarului, decorați cu volute. Spătarul, compact, este tapițat, prelungit fiind și pe părțile laterale. Rama spătarului este decorată central cu motiv scoică și volute. Întregul schelet de lemn este aurit, unele porțiuni fiind pictate cu motive florale, rezolvate în culori pastelate. Tapițerie recentă (circa 1968), din atlas de mătase brocat, foarte potrivit stilului piesei, cu motive florale stilizate, de culoare beige pe fond ocru-galben. Stil neo-rococo. | Muzeul Național Bran, Brașov         | Cimec    |
|      | Vitrină                                                  | Datare: 1895 Școală: Atelier August Bembé, Mainz, Germania Material: lemn de paltin; stejar; mahon; tăiat; sculptat; stucat; aurit; pictat; tapițat; plu; bronz; turnat; cizelat; aurit; sticlă     | Piesă de mobilier complexă ca arhitectură, cu panou posterior terminat superior cu fronton neregulat, decorat cu motiv scoică și volute, frontonul prelungit lateral cu două mici console. Pe fronton, medalion oval, pictat, reprezentând personaj feminin, în costum de păstoriță de secol XVIII, sprijinită de un scut decorat cu o inimă străpunsă de o săgeată. Panoul decupat sinuos, susține pe lateralele vitrinei propriu-zise câte trei etajere mici, iar inferior, evazat, este decorat cu volute ample. Vitrina propriu-zisă, închisă cu ușă convexă, prevăzută cu geam, este tapițată cu pluș în interior și prevăzută cu trei polițe. La partea inferioară a ușii, registru decorativ pictat, cu peisaj lacustru autumnal. La bază, sertar amplu, de formă neregulată, prevăzut cu mânere din bronz aurit. Întreaga suprafață a piesei, aurită, este pictată pe alocuri cu motive delicate, vegetal-florale. Stil neo-rococo. | Muzeul Național Bran, Brașov         | Cimec    |
|      | Măsuță                                                   | Datare: 1895 Școală: Atelier August Bembé, Mainz, Germania Material: lemn de paltin; stejar; tăiat; sculptat; stucat; aurit; pictat                                                                 | Măsuță cu blat circular neregulat, bordat de volute în relief, cu centură sinuoasă, pe patru picioare galbate, decorate la partea superioară cu medalioane convenționale, cu frunze de acant ample. Întreaga suprafață aurită, pe care au fost pictate motive vegetal-florale delicate, ceva mai ample pe centură. | Muzeul Național Bran, Brașov         | Cimec    |
|      | Banchetă                                                 | Datare: 1895 Școală: Atelier August Bembé, Mainz, Germania Material: lemn de paltin; tăiat; sculptat; stucat; aurit; pictat; tapițat; atlas                                                         | Banchetă pe patru picioare galbate, decorate cu ornamente vegetale, continuate în montanți terminați în volute elegante, ce susțin cotierele, tapițate în întregime. Șezuta dreptunghiulară, tapițată și ea cu același material textil, atlas din mătase, decorat cu motive floral-vegetale. Rama din lemn aurit este pictată cu mici motive florale, în culori discrete. | Muzeul Național Bran, Brașov         | Cimec    |
|      | Scaun                                                    | Datare: 3/4 sec XVII - 1/4 sec XVIII Școală: Atelier italian Material: lemn de nuc; tăiat; sculptat; lustruit; băițuit                                                                              | Spătar înalt și drept, cu montanți terminați în motiv vegetal și caneluri, uniți de traverse panouri decorative, sculptate; panourile traverse central cu motiv cartuș, anturat de motive volute convenționale, panoul superior surmontat de fronton spart, bogat decorat. Șezuta trapezoidală, așezată pe centură sculptată frontal cu motiv decorativ denticular, și motiv vegetal tratat convențional. Picioarele, unite frontal cu traversa panou decorativ tratat în aceeași manieră cele de pe spătar, dar de dimensiuni mai mari, iar lateral și posterior cu traverse simple. | Muzeul Național Bran, Brașov         | Cimec    |
|      | Scaun                                                    | Datare: 3/4 sec XVII - 1/4 sec XVIII Școală: Atelier italian Material: lemn de nuc; tăiat; sculptat; lustruit; băițuit                                                                              | Spătar înalt și drept, cu montanți terminați în motiv frunză de acant și volută, uniți de traverse panouri decorative, sculptate; panourile transversale central cu motiv cartuș, anturat de motive volute convenționale, panoul superior surmontat de fronton spart, bogat decorat. Adosată șezutului, baghetă decorativă decupată, sculptată cu motiv alveolar și volută. Șezuta dreptunghiulară, așezată pe centura sculptată frontal cu motiv decorativ denticular și motiv vegetal tratat convențional. Picioarele, unite frontal cu traversă-panou decorativ tratat în aceeși manieră ca cele de pe spătar, dar de dimensiuni mai mari, iar lateral și posterior cu traverse simple. | Muzeul Național Bran, Brașov         | Cimec    |
|      | Scaun                                                    | Datare: 3/4 sec XVII - 1/4 sec XVIII Școală: Atelier italian Material: lemn de nuc; tăiat; sculptat; lustruit; băițuit                                                                              | Spătar înalt și drept, cu montanți terminați în volută, uniți de două traverse panouri decorative, sculptate; panourile traverse central cu motiv cartuș, anturat de motive volute convenționale, panoul superior mai mare, decorat și cu motive sugerând cornul abundenței. Șezuta dreptunghiulară, așezată acuzat pe centura sculptată decorată frontal cu motiv vegetal tratat convențional. Picioarele, unite frontal cu traversă panou decorativ identic cu cel inferior de pe spătar, cu fragment lipsă, iar lateral și dorsal cu traverse simple. | Muzeul Național Bran, Brașov         | Cimec    |
|      | Scaun                                                    | Datare: 3/4 sec XVII - 1/4 sec XVIII Școală: Atelier italian Material: lemn de nuc; tăiat; sculptat; lustruit; băițuit                                                                              | Scaun cu spătar, pe patru picioare drepte, terminate cu sabot. Picioarele anterioare decorate cu motiv „solzi”. Pe laturi și posterior, unite prin traverse simple. Anterior, picioarele unite prin două traverse-panouri, bogat sculptate: cel inferior, cartuș convențional anturat de volute și motiv palmetă stilizată, iar cel superior, cu volute ample, este adosat centurii scaunului. Șezută dreptunghiulară. Picioarele posterioare continuate în montanți decorați indentic cu picioarele anterioare, terminați în frunze de acant, uniți prin traverse-panouri ce formează spătarul. Panoul inferior, indentic cu panoul inferior ce unește picioarele, dar secționat pe jumătate. Panoul superior prezentând o profuziune de elemente decorative, cartuș anturat de aceleași palmete, dar surmontat de coroană. | Muzeul Național Bran, Brașov         | Cimec    |
|      | Scaun                                                    | Datare: 3/4 sec XVII - 1/4 sec XVIII Școală: Atelier italian Material: lemn de nuc; tăiat; sculptat; lustruit; băițuit                                                                              | Scaun cu spătar cu montanți terminați în motiv frunză de acant și volută canelată, uniți de două traverse panouri decorative, sculptate; panoul-traversă superior, mai amplu, central cu motiv cartuș dreptunghiular, anturat de volute; panoul inferior mai îngust, identic ca rezolvare decorativă. Șezuta dreptunghiulară, centura ușor sculptată frontal cu motiv volută. Picioarele unite frontal de traversă-panou decorativ identic cu cel superior de pe spătar, unite lateral și posterior de traverse simpe. Stil Renaștere târzie. | Muzeul Național Bran, Brașov         | Cimec    |
|      | Scaun                                                    | Datare: 3/4 sec XVII - 1/4 sec XVIII Școală: Atelier italian Material: lemn de nuc; tăiat; sculptat; lustruit; băițuit                                                                              | Scaun cu spătar cu montanți terminați în motiv frunză de acant, uniți de două traverse panouri decorative, sculptate; panoul-traversă superior, mai amplu, central cu motiv cartuș dreptunghiular, anturat de volute; panoul inferior mai îngust, identic ca rezolvare decorativă. Șezuta dreptunghiulară, centura ușor sculptată frontal cu motiv volută. Picioarele unite frontal de traversă-panou decorativ identic cu cel superior de pe spătar. Stil Renaștere târzie. | Muzeul Național Bran, Brașov         | Cimec    |
|      | Scaun                                                    | Datare: 3/4 sec XVII - 1/4 sec XVIII Școală: Atelier italian Material: lemn de nuc; tăiat; sculptat; lustruit; băițuit                                                                              | Scaun cu spătar, cu montanți decorați cu motiv alveolar, terminați în motiv frunză de acant, uniți de două traverse panouri decorative, sculptate; panoul-traversă superior, mai amplu, central cu motiv cartuș dreptunghiular, anturat de motive vegetale și volute, care la partea superioară par a forma coroană; panoul inferior mai îngust, este un fragment secționat la jumătate, atașat șezutei. Șezuta dreptunghiulară, așezată acuzat pe centura sculptată frontal cu motiv denticular. Picioarele, decorate cu același motiv ca montanții, sunt unite frontal cu două traverse-panouri decorative, cel superior, adosat centurii, reprezentând partea inferioară a panoului dintre montanții atașat șezutei, cel inferior compoziție convențională de volute și motive decorative, în jurul unui cartuș oval. Stil Renaștere târzie, cu elemente de baroc incipient. | Muzeul Național Bran, Brașov         | Cimec    |
|      | Masă                                                     | Datare: Sec. XVII;1/2 Școală: Atelier german Material: lemn de stejar; tăiat; sculptat; lustruit; băițuit                                                                                           | Masă mare, centrală, cu blatul de formă dreptunghiulară, pe centură bogat sculptată în relief plat, prevăzută cu două sertare. Sculptura, în trei registre, lateral (corespunzând cu amplasarea sertarelor), perechi de păsări afrontate, între care a fost montată serureria sertarelor, înconjurate de motive vegetale. La mijloc, registru cu capete de heruvimi. Picioare strunjite, terminate cu bile, unite prin traversă în H. | Muzeul Național Bran, Brașov         | Cimec    |
|      | Bufet                                                    | Datare: Sec. XIX;1/2 Școală: Atelier englez provincial Material: lemn de stejar; tăiat; decupat; sculptat; lustruit; băițuit                                                                        | Panoul frontal decorat în trei registre dezvoltate pe vertical, despărțite de două brâuri decorate cu vrejuri și frunze și flancate pe montanți cu brâuri mai ample, decorate cu ciorchini de struguri. Registrele laterale prezintă uși cu câte două casete suprapuse, separate de panou decorativ cu motive vegetale, iar cel median prezintă o casetă fixă, surmontată de un sertar, surmontat de o ușă cu caseton profilat decorat cu motiv sfoară. Cornișă compactă, decorată cu ove, picioare masive, decorate cu motiv solar și centură decupată în motiv „val”, cu semi-rozetă la mijloc. Stil rustic. | Muzeul Național Bran, Brașov         | Cimec    |
|      | Scaun                                                    | Datare: Sec XVIII;1/4 Școală: Atelier britanic Material: lemn de stejar; sculptat; lustruit; băițuit; piele; presată; gofrată; pictată; alamă                                                       | Scaun de tip „side-chair”, spătarul încadrat de montanți uniți superior și inferior cu baghete în volută, câmpul spătarului bogat decorat cu motive sculptate realizate în relief pronunțat, vegetale, fructe, și superior motiv scoică. Șezuta îmbrăcată cu piele presată, gofrată, pictată policrom, cu motive vegetale pe fond brun-roșcat, prinsă de centură cu ținte de alamă. Picioarele posterioare sculptate cu motive vegetale, picioarele anterioare galbate, decorate cu motiv vegetal amplu, terminate în volută, unite de traversă amplă, sculptată cu motive vegetale. Toate cele patru picioare unite prin traversă în formă de X, amplă, sculptată cu motiv volute. Stil baroc englez, caracteristic sfârșitului de secol XVII și începutului de secol XVIII, când s-a simțit influența barocului din Țările-de-Jos, prin lucrările ebenistului de origine franceză Daniel Marot (1661 - 1752). | Muzeul Național Bran, Brașov         | Cimec    |
|      | Bufet                                                    | Datare: 4/4 sec. XVII - 1/4 sec. XVIII Școală: Atelier italian Material: lemn de esențe diferite; tăiat; sculptat; lustruit; băițuit; metal comun; turnat; presat; șlefuit                          | Bufet înalt, paralelipipedic, cu două compartimente și două uși, pe soclu simplu. Montanții ușor evazați în partea superioară. Panoul frontal tratat architectonic, cu chenar dreptunghiular subliniat cu butoni încadrați de rozete din metal (fragmente lipsă), cu ușile mici separate prin baghetă, toate decorate cu motive bogate, vegetale, realizate în relief plat; pe uși, central, motiv zoomorf - perechi de animale înaripate. În partea superioară, fronton drept, combinat cu baghetă pătrată, așezată oblic, creând imaginea unei stele cu cinci colțuri. | Muzeul Național Bran, Brașov         | Cimec    |
|      | Scaun                                                    | Datare: 3/4 sec XVII - 1/4 sec XVIII Școală: Atelier italian Material: lemn de nuc; tăiat; sculptat; lustruit; băițuit                                                                              | Scaun cu spătar cu montanți terminați în motiv frunză de acant, uniți de două traverse panouri decorative, sculptate; panoul-traversă superior, mai amplu, central cu motiv cartuș dreptunghiular, anturat de volute; panoul inferior mai îngust, identic ca rezolvare decorativă. Șezuta dreptunghiulară, centura ușor sculptată frontal cu motiv volută. Picioarele unite frontal de traversă-panou decorativ identic cu cel superior de pe spătar și pe celelalte laturi, cu traverse simple. Stil Renaștere. | Muzeul Național Bran, Brașov         | Cimec    |
|      | Servantă                                                 | Datare: Sec XVIII;1/4 Școală: Atelier italian Material: lemn de exotic; lemn de conifer; tăiat; sculptat; lustruit; băițuit                                                                         | Servantă masivă, sprijinită pe soclu profilat, tratată arhitectonic, cu montanți pilaștri adosați. La bază, un panou pe lungime, surmontat de dulap cu două uși, la rândul lor surmontate de două sertare în ax. Registrele orizontale separate prin baghete. Ușile și sertarele, precum și panoul de la bază, prezintă registru decorativ continuu, cu numeroase motive stilizate, zomorfe și vegetale, tratate în maniera decorativismului din nordul Italiei. Motivele se repetă pe panourile laterale, precum și pe marginea blatului. Piesa face pereche cu servanta cu nr. inv. C. 114. | Muzeul Național Bran, Brașov         | Cimec    |
|      | Servantă                                                 | Datare: Sec XVIII;1/4 Școală: Atelier italian Material: lemn de exotic; lemn de conifer; tăiat; sculptat; lustruit; băițuit                                                                         | Servantă masivă, sprijinită pe soclu profilat, tratată arhitectonic, cu montanți pilaștri adosați. La bază, un panou pe lungime, surmontat de dulap cu două uși, la rândul lor surmontate de două sertare în ax. Registrele orizontale separate prin baghete. Ușile și sertarele, precum și panoul de la bază, prezintă registru decorativ continuu, cu numeroase motive stilizate, zomorfe și vegetale, tratate în maniera decorativismului din nordul Italiei. Motivele se repetă pe panourile laterale, precum și pe marginea blatului. Piesa face pereche cu servanta cu nr. inv. C. 113. | Muzeul Național Bran, Brașov         | Cimec    |
|      | Pendulă                                                  | Datare: Sec XIX;1/4 Școală: Atelier central-european Material: lemn de stejar; tăiat; sculptat; lustruit; băițuit                                                                                   | Pendulă de podea, cu carcasă înaltă, elansată, pe picioare mărunte, unite prin centură decorată cu motiv floral stilizat. Frontal, pe partea inferioară, decorație în manieră rustică cu motive vegetal-florale stilizate și motiv central floral stilizat. Partea mediană prezintă ușă pentru acces la greutăți, prevăzută cu orificiu circular din sticlă, pentru a putea urmări pendulul. Decorația ușii reia decorația părții inferioare. Superior, ușă mică în dreptul cadranului, marcat pe alb cu cifre romane, surmontată de cornișă decorată cu denticuli și ove. Stilistică hibridă, cu motive decorative tributare neo-goticului. | Muzeul Național Bran, Brașov         | Cimec    |
|      | Cabinet                                                  | Datare: Sec. XVIII;2/2 Școală: Atelier italian Material: lemn de esențe diferite; tăiat; sculptat; strunjit; băițuit; pictat; marmură; grafit pictat                                                | Piesă de mobilier de mari dimensiuni, cabinet monumental, format din corp principal, plin, pe picioare; posterior, două picioare drepte, anterior patru picioare colonete cu anouri, reunite de poliță. Corpul principal, tratat arhitectonic, dezvoltă trei registre decorative verticale, flancate de colonete adosate pe postamente și separate de colonete adosate, tot pe piedestale, compoziția făcând apel la ordinul clasic. Deasupra centurii, sertar masiv decorat cu patru plăci mari din grafit, pictate cu peisaje urbane, și surmontat de un alt sertar cu trei plăci decorate cu peisaje. Central, ușă decorată cu natură statică cu flori, flancată de câte două sertare suprapuse, decorate cu peisaje, și surmontată de placă decorativă cu peisaj, dar tratată ca un timpan în arc rotund, care împreună cu una dintre plăcile laterale, decorată cu peisaj, formează față unui sertar. Placa laterală simetrică, decorată tot cu peisaj, formează fața unui sertar mai mic. Natura statică cu flori și unele dintre panourile cu peisaje au fost pictate pe un suport de lemn, probabil cu prilejul unei restaurări din secolul al XIX-lea. Superior, fronton complex, cu două panouri fixe cu plăci de grafit, care maschează câte un sertar cu deschidere laterală, și flancând, central, un panou decorativ în arcadă simplă, încoronată de fronton spart, tratat în manieră barocă, cu motive volute. | Muzeul Național Bran, Brașov         | Cimec    |
|      | Fotoliu                                                  | Datare: sec. XVIII Școală: Atelier spaniol Material: lemn de nuc; tăiat; sculptat; lustruit; băițuit; tapițat; creton                                                                               | Fotoliu de tip bergère, de factura stilistică barocă, cu spătar înalt, masiv, decorat la partea superioară cu element bogat sculptat volută, cu „urechi” decorate la partea superioară cu motive florale în relief pronunțat. Spătarul este sculptat și la partea superioară, unde se reia decorația părții inferioare. Picioarele, în torsadă, se sprijină pe bile și sunt intrerupte de baluștri convenționali. Picioarele anterioare se continuă în montanți torsadați, care sprijină brațele. Pe cele patru laturi, picioarele sunt unite prin traverse-panouri bogat decorate cu volute. Spătarul, inclusiv „urechile” și șezutul sunt tapițate cu creton imprimat cu motive vegetale și florale, între care se remarcă motivul rodiei. Șezutul este prevăzut cu arcuri. Tapițeria a fost înlocuită în perioada interbelică. Cu același tip de material a fost tapițat și frontonul patului cu baldachin nr. inv. C. 25. | Muzeul Național Bran, Brașov         | Cimec    |
|      | Bancă                                                    | Datare: Sec. XIX;1/2 Școală: Atelier german Material: lemn de stejar; tăiat; sculptat; lustruit; băițuit; metal                                                                                     | Bancă-ladă, pe picioare simple, cu montanți frontali decorați cu motiv solzi. Panoul frontal, cu serurerie dispusă central, este fragmentat în patru casete, decorate cu motiv pergament plisat. Spătar înalt, împărțit în trei registre verticale, despărțite prin motiv solzi, casetele inferioare decorate cu motivul pergamentului plisat, iar cele trei superioare cu ghirlande vegetale anturând medalione mici, circulare, cu busturi de cavaleri. Montații spătarului tratați ca pilaștri adosați, decorați cu motiv solzi, surmontat de telamoni, susținând capiteluri ionice. Spătarul, surmontat de cornișă amplă, decorată cu friză de ghirlande și central scut heraldic, încadrat de lei rampanți. Stil eclectic, de sorgite neo-gotică. | Muzeul Național Bran, Brașov         | Cimec    |
|      | Colțar                                                   | Datare: 4/4 sec. XVII - 1/4 sec. XVIII Școală: Atelier german Material: lemn de stejar; tăiat; sculptat; lustruit; băițuit                                                                          | Dulap cu corpul de formă prismatică cu baza pentagonală, destinat să ocupe într-o încăpere spațiul destinat dintre doi pereți, prevăzut cu uși laterale panouri, bogat decorate cu motiv vas cu flori, anturate de motive ghirlande vegetale, bogat sculptate. Frontal, între uși, panou bogat decorat cu motiv hermă, tratat arhitectonic, ca motiv angajat, surmontat de capitel compozit, totul decorat în manieră barocă, cu fructe și flori. Corpul dulapului, sprijinit pe patru picioare masive, în torsadă, terminate cu bile aplatizate și unite de traversă în X. Stil baroc german, tratat în manieră provincială. | Muzeul Național Bran, Brașov         | Cimec    |
|      | Pat cu baldachin                                         | Datare: 4/4 sec. XVII - 1/4 sec. XVIII Școală: Atelier german Material: lemn de esențe diverse; tăiat; sculptat; lustruit; băițuit; tapițat; creton                                                 | Pat cu baldachin, monumental, tratat arhitectural. O realizare italiană din 4/4 sec. XVII – ¼ sec. XVIII, dar cu elemente decorative mai vechi, de sorginte germană, din prima jumătate a secolului al XVI-lea. Patul are centură masivă, decorată cu câte trei medalioane pe părțile laterale, iar frontal, cu bogat motiv decorativ baroc, cu volute și ghirlande vegetale. Picioarele scunde, tălpici, cele frontale decorate cu motiv scoică. Tăblia de la cap, înaltă, susținând „cerul” în mod direct, este decorată cu două scene în relief, „Nașterea Pruncului Iisus” și „Închinarea Regilor Magi”, scene tributare ca manieră de realizare, barocului timpuriu provincial german, elemente asemănătoare întâlnindu-se pe o aripă de altar sculptată de meșterul șvab Niclaus Weckmann cel Bătrân și vândută de Casa de Licitație Christie’s în 1989. Cele două panouri decorative sunt flancate de colonete angajate, în torsadă, decorate pe fus cu ghirlande de trandafiri. Tăblia de la picioare, mai scundă, este decorată cu cinci casete, decorate la partea superioară cu busturi de personaje și animaliere, pe motiv scoică, casetele fiind sculptate în relief înalt cu personaje feminine cu cornuri ale abundenței și masculine cu stindarde, în costume de Renaștere. Tăblia e încoronată cu fronton bogat sculptat, în ronde-bosse, de sorginte barocă italiană, cu motive florale, vegetale, anturând un scut heraldic convențional. Pe verso, frontonul este tapițat cu creton decorat cu motive vegetale și florale. Cu același tip de material a fost tapițat în perioada interbelică și fotoliul cu nr. inv. C. 21. Tăblia susține două coloane masive, în torsadă, de tip solomonic, pe care se sprijină baldachinul. Baldachinul, sau „cerul”, cu cornișă bogat profilată, este decorat cu casete. | Muzeul Național Bran, Brașov         | Cimec    |
|      | Mobilier ecleziastic                                     | Datare: Sec XIX;4/4 Școală: Atelier occidental Material: lemn de paltin; tăiat; sculptat; șlefuit; băițuit; lăcuit                                                                                  | Prie-dieu, mobilă de rugăciune, cu platformă dreptunghiulară, pe picioare scunde, decorate cu motiv scoică. Corpul principal, înalt, cu două uși ce ascund dlap, flancate de colonete angajate, în torsadă, pe care se încolăcesc ghirlande de trandafiri. Ușile, decorate cu casete în relief înalt, cu îngeri îngenuncheați, rugându-se, unul cu o făclie, celălalt cu o carte de rugăciuni în mâini, surmontați de motiv scoică. Corpul principal, încoronat de fronton decorat bogat cu motive vegetale și volute, surmontat de cruce. Frontonul reia în manieră simplificată, forma și decorația frontonului tăbliei de la picioare a patului cu baldachin nr. inv. C. 25. Stil eclectic, de inspirație preponderent barocă. | Muzeul Național Bran, Brașov         | Cimec    |
|      | Casetă                                                   | Datare: 4/4 sec. XVII - 1/4 sec. XVIII Școală: Atelier german Material: lemn de stejar; tăiat; sculptat; lustruit; băițuit; metal                                                                   | Casetă pentru valori, pe patru picioare înalte, în torsadă, sprijinite pe bile, unite prin traversă complexă. Corpul casetei, cu capac, este decorat în întregime cu reliefuri. Frontal, scenă christică – „Închinarea păstorilor”, în ancadrament arhitectural, cu baldachin deasupra și lateral, scuturi heraldice convenționale surmontate de herme înaripate. Panourile laterale decorate central cu mascheroni anturați de fructe, în medalioane dreptunghiulare, circumscrise de cartușe mari. Lateralele cu mânere de prindere din metal. Capacul, împărțit în două registre, decorate cu motive vegetale și mascheroni. Stil Renaștere târzie. | Muzeul Național Bran, Brașov         | Cimec    |
|      | Masă                                                     | Datare: Sec. XIX;2/2 Școală: Atelier italian Material: lemn de paltin; tăiat; sculptat; lustruit; băițuit                                                                                           | Masă cu blat dreptunghiular, cu centură îngustă decorată cu motiv denticuli, pe două picioare panouri masive, sprijinite pe tălpici profilați, panouri în formă de liră, decorate cu volute, străpunse de capetele traversei ce le unește. Partea superioară, decorată în maniera unui capitel, cu panou mic dreptunghiular decorat cu palmete și volute. Picioarele panouri sunt unite de traversă masivă, decorată cu crestături formând palmete. Stil Renaștere toscană. | Muzeul Național Bran, Brașov         | Cimec    |
|      | Potir                                                    | Datare: cca. 1500 Școală: Atelier transilvănean Descoperit: Viscri Material: aur; argint; granate; email; aurit; turnat; bătut; filigranat; ajurat                                                  | Deși starea actuală de conservare este deteriorată și piesa necesită câteva intervenții de restaurare (de fixare a cupei în poziție verticală ș.a.) calitățile artistice ale potirului sunt evidente: forma armonioasă și varietatea motivelor și tehnicilor decorative (pe partea laterală a tălpii hexagonale se desfășoară o galerie vegetală; nodul sferic plat este prevăzut cu butoni patru lobi - decorați cu granate de diferite mărimi, dispuse central - intercalați de frunzulițe colorate cu email verde și perluțe din argint acoperite cu email alb, în montură de filigran; cupa perlată este surmontată de o friză de flori de crini stilizați). | Consistoriul Evanghelic C.A., Brașov | Cimec    |
|      | Potir                                                    | Datare: Sec. XV;4/4 Școală: Atelier transilvănean Descoperit: Șoarș Material: aur; argint; plumb; email; aurit; turnat; bătut; filigranat; cizelat                                                  | Talpă hexalobă - cu sprânceană plată - și picior piramidal înalt, șlefuite neted; terminațiile lobilor sunt ondulate în acoladă, cu profilul vertical ornamentat cu o galerie în zigzag. O manșetă de crini stilizați este aplicată pe partea superioară a piciorului, deasupra căreia pornește fusul scund, hexagonal, cu urme de email verde-albastru și puncte albe. Părțile turtite ale nodului semisferic sunt gravate cu motivul flăcării, pe fond emailat; nodul este prevăzut cu șase butoni patrulobi. Cupa netedă, înaltă, ușor evazată spre gură, este montată într-un suport perlat, cu urme de email, încoronat de o friză de crini. (Diferența dintre greutatea inițială de 435 g, dată de Roth, și cea actuală de 555 g, se datorează plumbuirii interiorului piciorului, în urma unei restaurări improvizate). | Consistoriul Evanghelic C.A., Brașov | Cimec    |
|      | Candelă Autor: May II, Georg                             | Datare: Sec. XVIII Școală: Atelier brașovean Descoperit: Brașov Material: Argint, "au repousse", turnat, gravat, cizelat                                                                            | Corp piriform în trei registre, integral ajurat. Gura este decorată cu frunze de acant stilizate, încadrate între două brâuri pline și are, la partea superioară, o friză de fleuroni. Al doilea registru al piesei este decorat cu un motiv godron dispus în nouă lobi cu motive florale și fitomorfe: bujori, heliantus, lalele, vrejuri de acant. Al treilea registru este delimitat de cel median de un brâu în torsadă reliefat și decorat de nouă lobi bombați în formă de virgulă, în alternanță cu frunze stilizate și se termină cu un buton în formă de con de brad. Trei anse semicirculare reprezentând un căluț de mare turnat, sunt fixate simetric pe registrul superior sau gâtul piesei. De anse sunt fixate lănțișoarele, marcate de mici sfere și prinse la partea superioară de un capac semisferic ornat cu frunze de acant stilizate. | Muzeul Județean de Istorie, Brașov   | Cimec    |

## Fond
| Foto | Informații generale   | Detalii tehnice | Descriere | Deținător                    | Legături |
| ---- | --------------------- | --- | --- | ---------------------------- | -------- |
|      | Credență              | Datare: 2/2 sec. XIX Școală: Atelier german Material: lemn de stejar, sculptat, lustruit, băițuit; metal                                                                 | Piesă monumentală, formată din corpuri suprapuse, partea inferioară cu picioare drepte anterioare, iar posterior panou, partea mediană – etajeră cu colonete anterioare compozite și posterior panou, iar superior dulap cu centură sertar, decorat cu vrejuri vegetale și figuri de himere. Dulapul este închis cu o ușă mică, centrală, cu decor bogat de vrejuri vegetale și medalion circular cu efigie feminină. Ușa e flancată de două rânduri de colonete adosate compozite, ce încadrează panouri cu decor de vrejuri vegetale, figuri fantastice și scuturi heraldice susținute de Adam și Eva. Compoziția e surmontată de cornișă acuzată, decorată cu foliaj convențional, iar panourile laterale cu motiv „șervet plisat”. Mobilierul este executat într-un atelier probabil german, în stilul eclectic cu inspirație gotică și Renascentistă. Piesa a aparținut probabil colecției regelui Carol I, apoi colecției reginei Maria. Nemarcată; neștanțată.                                                                            | Muzeul Național Bran, Brașov | Cimec    |
|      | Masă                  | Datare: 2/2 sec. XIX Școală: Atelier central-european Material: lemn de esențe diverse, sculptat, strunjit, lustruit, băițuit, furniruit                                 | Masă mare, de centru, cu blat octogonal, cu centură marctă cu butoni, cu un singur sertar mare la centură, pe patru picioare masive, decorate cu relief pronunțat de palmete terminate în „gheară de leu”, unite prin traverse drepte. Piesă tipică manierei de lucru de la sfârșitul secolului XIX și începutul secolului XX, când a apărut o producție de piese reluând modelele Renașterii toscane. Mobilierul este executat într-un atelier probabil central-european. Piesa a aparținut ansamblului decorativ al budoarului reginei Maria la castelul Bran. Nemarcată; neștanțată. | Muzeul Național Bran, Brașov | Cimec    |
|      | Scaun                 | Datare: sec. XVIII Școală: Atelier nord-italian Material: lemn de nuc, sculptat, incizat, lustruit, băițuit                                                              | Scaun tip sgabello, picioare panouri, cel anterior cu două efigii încadrând volute vegetale și medalion oval, șezut incizat cu motive vegetale, spătarul bordat de efigii în profil, susținând medalion oval (cartuș convențional), surmontat de efigie feminină în motiv scoică. Mobilierul a făcut parte, probabil, din colecția castelului Chinon. Nemarcat; neștanțat. | Muzeul Național Bran, Brașov | Cimec    |
|      | Dulap-bufet           | Datare: 2/2 sec. XIX Școală: Atelier italian Material: lemn de esențe diverse, strunjit, sculptat, incizat, traforat, lustruit, băițuit                                  | Piesă de mobilier monumentală, cu două corpuri suprapuse, cel inferior pe picioare bile – dulap închis cu două uși panouri decorate cu figuri fantastice și volute vegetale, încadrate de montanți profilați cu motive vegetale, terminați în efigii. Deasupra, centură cu două sertare, la rândul lor încadrate de medalioane efigii capete de lei, ce susține blat dreptunghiular. Corpul superior, cu panou posterior, este susținut anterior de baluștri bile, având trei compartimente separate prin montanți herme: compartimentele laterale dulăpașe, sunt închise cu uși, cu decor vegetal amplu și antropomorf, iar cel central, deschis, este separat prin poliță. Cornișa, tratată superficial, este surmontată de grifoni înaripați afrontați ce susțin un scut heraldic convențional, anturat de volute vegetale. Mobilierul este executat într-un atelier probabil italian, în stil eclectic, cu elemente decorative tributare Renașterii și barocului. Face parte dintr-o garnitură de sufragerie (9 piese). Nemarcat; neștanțat. | Muzeul Național Bran, Brașov | Cimec    |
|      | Dressoir              | Datare: 2/2 sec. XIX Școală: Atelier italian Material: lemn de esențe diverse, strunjit, sculptat, incizat, traforat, lustruit, băițuit                                  | Piesă pe picioare bile, dulap închis de două uși panouri cu relief adânc, volute vegetale și figuri fantastice, despărțite de montat hermă și încadrate de montanți profilați, decorați cu volute vegetale și terminați în efigii fantastice. Deasupra, centură cu două sertare, decorate cu animale fantastice afrontate ce încadrează medalioane cu scoici. Blatul dreptunghiular sprijină două colonete anterioare și panou posterior cu decor vegetal, pe care stă o poliță. Posterior, aceasta e decorată cu panou cu decor bogat, constituit din volute vegetale și grifoni. Compoziția e surmontată de grifoni înaripați ce susțin cartuș heraldic convențional. Mobilierul este executat într-un atelier probabil italian, în stil eclectic, cu elemente decorative tributare Renașterii și Barocului. Face parte dintr-o garnitură de sufragerie (9 piese). Nemarcat; neștanțat. | Muzeul Național Bran, Brașov | Cimec    |
|      | Scaun                 | Datare: 2/2 sec. XIX Școală: Atelier italian Material: lemn de brad și tei, sculptat, lustruit, băițuit; piele ștanțată; alamă                                           | Scaun de sufragerie, pe picioare baluștri profilați, cu centură festonată decorată cu volute vegetale. Șezuta din piele presată cu motive vegetale, prinsă în ținte rozete din alamă. Spătarul, cu montanți baluștri profilați, este decorat cu panou decupat, cu păsări fantastice. Spătarul e încoronat de scut heraldic convențional. Mobilierul este executat într-un atelier probabil italian, în stil eclectic. Face parte dintr-o garnitură de sufragerie (9 piese). Nemarcat; neștanțat. | Muzeul Național Bran, Brașov | Cimec    |
|      | Scaun                 | Datare: 2/2 sec. XIX Școală: Atelier italian Material: lemn de brad și tei, sculptat, lustruit, băițuit; piele ștanțată; alamă                                           | Scaun de sufragerie, pe picioare baluștri profilați, cu centură festonată decorată cu volute vegetale. Șezuta din piele presată cu motive vegetale, prinsă în ținte rozete din alamă. Spătarul, cu montanți baluștri profilați, este decorat cu panou decupat, cu păsări fantastice. Spătarul e încoronat de scut heraldic convențional. Mobilierul este executat într-un atelier probabil italian, în stil eclectic. Face parte dintr-o garnitură de sufragerie (9 piese). Nemarcat; neștanțat. | Muzeul Național Bran, Brașov | Cimec    |
|      | Scaun                 | Datare: 2/2 sec. XIX Școală: Atelier italian Material: lemn de brad și tei, sculptat, lustruit, băițuit; piele ștanțată; alamă                                           | Scaun de sufragerie, pe picioare baluștri profilați, cu centură festonată decorată cu volute vegetale. Șezuta din piele presată cu motive vegetale, prinsă în ținte rozete din alamă. Spătarul, cu montanți baluștri profilați, este decorat cu panou decupat, cu păsări fantastice. Spătarul e încoronat de scut heraldic convențional. Mobilierul este executat într-un atelier probabil italian, în stil eclectic. Face parte dintr-o garnitură de sufragerie (9 piese). Nemarcat; neștanțat. | Muzeul Național Bran, Brașov | Cimec    |
|      | Scaun                 | Datare: 2/2 sec. XIX Școală: Atelier italian Material: lemn de brad și tei, sculptat, lustruit, băițuit; piele ștanțată; alamă                                           | Scaun de sufragerie, pe picioare baluștri profilați, cu centură festonată decorată cu volute vegetale. Șezuta din piele presată cu motive vegetale, prinsă în ținte rozete din alamă. Spătarul, cu montanți baluștri profilați, este decorat cu panou decupat, cu păsări fantastice. Spătarul e încoronat de scut heraldic convențional. Mobilierul este executat într-un atelier probabil italian, în stil eclectic. Face parte dintr-o garnitură de sufragerie (9 piese). Nemarcat; neștanțat. | Muzeul Național Bran, Brașov | Cimec    |
|      | Scaun                 | Datare: 2/2 sec. XIX Școală: Atelier italian Material: lemn de brad și tei, sculptat, lustruit, băițuit; piele ștanțată; alamă                                           | Scaun de sufragerie, pe picioare baluștri profilați, cu centură festonată decorată cu volute vegetale. Șezuta din piele presată cu motive vegetale, prinsă în ținte rozete din alamă. Spătarul, cu montanți baluștri profilați, este decorat cu panou decupat, cu păsări fantastice. Spătarul e încoronat de scut heraldic convențional. Mobilierul este executat într-un atelier probabil italian, în stil eclectic. Face parte dintr-o garnitură de sufragerie (9 piese). Nemarcat; neștanțat. | Muzeul Național Bran, Brașov | Cimec    |
|      | Scaun                 | Datare: 2/2 sec. XIX Școală: Atelier italian Material: lemn de brad și tei, sculptat, lustruit, băițuit; piele ștanțată; alamă                                           | Scaun de sufragerie, pe picioare baluștri profilați, cu centură festonată decorată cu volute vegetale. Șezuta din piele presată cu motive vegetale, prinsă în ținte rozete din alamă. Spătarul, cu montanți baluștri profilați, este decorat cu panou decupat, cu păsări fantastice. Spătarul e încoronat de scut heraldic convențional. Mobilierul este executat într-un atelier probabil italian, în stil eclectic. Face parte dintr-o garnitură de sufragerie (9 piese). Nemarcat; neștanțat. | Muzeul Național Bran, Brașov | Cimec    |
|      | Vitrină               | Datare: sec. XVII - sec. XIX Școală: Atelier italian Material: lemn de stejar, sculptat, lustruit, băițuit; sticlă                                                       | Vitrină masivă pe picioare mărunte bile, cu centură profilată cu decor vegetal, montanți cu relief bogat, format din ghirlande de fructe (struguri, mere, rodii), ce încadrează cele două uși prevăzute cu sticlă. Coronament ce preia decorul centurii. Mobilierul este executat într-un atelier probabil italian, în stilul Renașterii târzii. Nemarcată; neștanțată. | Muzeul Național Bran, Brașov | Cimec    |
|      | Dulap                 | Școală: Atelier românesc Material: lemn de paltin; sculptat; lustruit; băițuit                                                                                           | Dulap cu centură profilată și atent decorată, cu două uși separate de baghetă motiv frânghie, asemenea cu montanții și cornișa. Ușile panouri sunt bogat decorate în relief plat cu motive geometrice de factură populară, palmete stilizate, motive solare, dar și motive „scoică”. Face parte dintr-o garnitură de dormitor (7 piese). Nemarcat; neștanțat. | Muzeul Național Bran, Brașov | Cimec    |
|      | Ladă de zestre        | Școală: Atelier românesc Material: lemn de paltin; sculptat; lustruit; băițuit                                                                                           | Ladă tip ladă de zestre, cu capac rabatabil, cu întreaga suprafață decorată cu motive geometrice vrâstate, în relief mărunt, cu decor solar, palmete, scoici, încadrate de medalioane, chenare și casete, colorate în brun închis. Face parte dintr-o garnitură de dormitor (7 piese). Nemarcată; neștanțată. | Muzeul Național Bran, Brașov | Cimec    |
|      | Comodă-scrin          | Școală: Atelier românesc Material: lemn de paltin; sculptat; lustruit; băițuit                                                                                           | Comodă pentru lenjerie, cu cinci sertare bogat decorate în relief plat, cu motive geometrice stilizate, în medalioane ciculare și romburi. Montanții și cornișa sunt subliniate de motiv torsadat. Face parte dintr-o garnitură de dormitor (7 piese). Nemarcată; neștanțată. | Muzeul Național Bran, Brașov | Cimec    |
|      | Taburet               | Școală: Atelier românesc Material: lemn de paltin; sculptat; lustruit; băițuit                                                                                           | Taburet pe patru picioare ușor galbate, unite în traverse în X ce formează central rozetă, cu centură pătrată și șezut oval, bogat decorat. Face parte dintr-o garnitură de dormitor (7 piese). Nemarcat; neștanțat. | Muzeul Național Bran, Brașov | Cimec    |
|      | Taburet               | Școală: Atelier românesc Material: lemn de paltin; sculptat; lustruit; băițuit                                                                                           | Taburet pe patru picioare ușor galbate, unite în traverse în X ce formează central rozetă, cu centură pătrată și șezut oval, bogat decorat. Face parte dintr-o garnitură de dormitor (7 piese). Nemarcat; neștanțat. | Muzeul Național Bran, Brașov | Cimec    |
|      | Scaun                 | Școală: Atelier românesc Material: lemn de paltin; sculptat; lustruit; băițuit                                                                                           | Scaun tip taburet, cu cotiere laterale, preluând tipologic forma occidentală a scaunului tip „Dagobert”, cu decor în relief mărunt de sorginte tradițională românească - motive geometrice, rozete, motiv solar. Face parte dintr-o garnitură de dormitor (7 piese). Nemarcat; neștanțat. | Muzeul Național Bran, Brașov | Cimec    |
|      | Scaun pentru copii    | Școală: Atelier românesc Material: lemn de paltin; sculptat; lustruit; băițuit                                                                                           | Scaun pentru copii, cu șezut pătrat, decorat cu motiv central rozetă florală, subliniat de fragmente băițuite în brun închis, pe fond de relief mărunt, cu motive geometrice de inspirație autohtonă. Face parte dintr-o garnitură de dormitor (7 piese). Nemarcat; neștanțat. | Muzeul Național Bran, Brașov | Cimec    |
|      | Casetă-masă           | Școală: Atelier românesc Material: lemn de paltin; sculptat; lustruit; băițuit                                                                                           | Casetă pe picioare drepte, unite prin traverse, cu centură și blat rabatabil pătrat, constituind capacul cutiei. Lemnul ebenizat este decorat cu motive decorative geometrice incizate, central rozetă stilizată, în tradiția decorativismului popular. Nemarcată; neștanțată. | Muzeul Național Bran, Brașov | Cimec    |
|      | Masă                  | Datare: 2/2 sec. XIX Școală: Atelier occidental Material: lemn de paltin și brad; sculptat; lustruit; băițuit                                                            | Masă mare cu blat dreptunghiular, pe patru picioare baluștri profilați, uniți prin traverse simple laterale, și traversă mare, de unire, în „H”. Nemarcată; neștanțată. | Muzeul Național Bran, Brașov | Cimec    |
|      | Servantă              | Datare: 1/2 sec. XIX Școală: Atelier central-european Material: lemn de brad, tăiat, lustruit, furniruit, furnir din rădăcină de nuc, intarsiat, furnir de paltin; metal | Servantă în stil Biedermeier, cu cadru pătrat, ce încadrează dulap cu două uși și superior sertar la centură. Blat dreptunghiular. Întreaga suprafață e furniruită cu furnir din rădăcină de nuc, iar la partea superioară a montanților decor intasiat cu paltin, volute vegetale. Piesă comună producției de mobilier din zona Imperiului Habsburgic, în prima jumătate a secolului al XIX-lea. Nemarcată; neștanțată. | Muzeul Național Bran, Brașov | Cimec    |
|      | Prie-Dieu; Secretaire | Datare: 1/4 sec. XIX Școală: Atelier german Material: lemn de brad și stejar, tăiat, furniruit, furnir de stejar; os, tăiat, lustruit, gravat; metal                     | Piesă de mobilier multifuncțională, prie-Dieu și secretaire. La bază prezintă centură inscripționată cu os: „In Ewigkeit Amen”, formată din panou rabatabil, care constituie sprijinul pentru genunchi. Corpul, dulap închis cu două uși decorate fiecare cu medalioane ce încadrează personaje cavaleri în armură și în costum de Renaștere. Panourile laterale ale carcasei sunt și ele decorate cu panouri din os reprezentând personaje veterotestamentare – Esther și Judith. La partea superioară, pe sertarul rabatabil ce constituie suprafața de scris, scene biblice – îngenuncherea Elisabetei în fața Mariei și Fuga în Egipt. Pe coronament, inscripție incrustată în os: „Gelobt sei Jesus Christus”. Nemarcat; neștanțat. | Muzeul Național Bran, Brașov | Cimec    |
|      | Masă                  | Datare: 2/4 sec. XIX Școală: Atelier austriac Material: lemn de brad și fag, tăiat, decupat, furniruit; furnir de nuc și lămâi, intarsiat                                | Masă de salon, pe patru picioare robuste, ușor galbate, cu sertar la centură și blat dreptunghiular, ușor festonat, cu chenar intasiat. Face parte dintr-o garnitură de salon (8 piese). Nemarcată; neștanțată. | Muzeul Național Bran, Brașov | Cimec    |
|      | Canapea               | Datare: 2/4 sec. XIX Școală: Atelier austriac Material: lemn de brad și fag, tăiat, decupat, furniruit; furnir de nuc și lămâi, intarsiat                                | Canapea de salon, masivă, cu picioare anterioare ușor galbate și profilate, cu cotiere pline, retrase de la centură și spătar înalt, adânc decupat central, cu coronamente laterale decorate cu motive vegetale intarsiate. Face parte dintr-o garnitură de salon (8 piese). Nemarcată; neștanțată. | Muzeul Național Bran, Brașov | Cimec    |
|      | Fotoliu               | Datare: 2/4 sec. XIX Școală: Atelier austriac Material: lemn de brad și fag, tăiat, decupat, furniruit; furnir de nuc și lămâi, intarsiat                                | Fotoliu masiv, cu picioare anterioare ușor galbate și profilate, cu cotiere retrase de la centură, tapițate, cu șezut larg și spătar înalt, cu cadru amplu, festonat la partea superioară, decorat cu decor vegetal intarsiat. Tapițat cu stofă de mobilă recentă, în stil Biedermeier, cu reiuri verzi, gris și albe, cu motive florale mici. Face parte dintr-o garnitură de salon (8 piese). Nemarcat; neștanțat. | Muzeul Național Bran, Brașov | Cimec    |
|      | Fotoliu               | Datare: 2/4 sec. XIX Școală: Atelier austriac Material: lemn de brad și fag, tăiat, decupat, furniruit; furnir de nuc și lămâi, intarsiat                                | Fotoliu masiv, cu picioare anterioare ușor galbate și profilate, cu cotiere retrase de la centură, tapițate, cu șezut larg și spătar înalt, cu cadru amplu, festonat la partea superioară, decorat cu decor vegetal intarsiat. Tapițat cu stofă de mobilă recentă, în stil Biedermeier, cu reiuri verzi, gris și albe, cu motive florale mici. Face parte dintr-o garnitură de salon (8 piese). Nemarcat; neștanțat. | Muzeul Național Bran, Brașov | Cimec    |
|      | Scaun                 | Datare: 2/4 sec. XIX Școală: Atelier austriac Material: lemn de nuc, brad și fag, tăiat, decupat, furniruit; furnir de nuc și lămâi, intarsiat; material textil          | Scaun de salon, cu picioarele anterioare ușor galbate și profilate, cu șezuta tapițată cu material textil recent în stil Biedermeier, cu reiuri verzi, gris și albe, cu motive florale mici. Spătarul „în ecuson”, prezintă în partea inferioară baghetă de legătură între montanți. La partea superioară, decorul este constituit din motive vegetale intarsiate și decupaj. Face parte dintr-o garnitură de salon (8 piese). Nemarcat; neștanțat. | Muzeul Național Bran, Brașov | Cimec    |
|      | Scaun                 | Datare: 2/4 sec. XIX Școală: Atelier austriac Material: lemn de nuc, brad și fag, tăiat, decupat, furniruit; furnir de nuc și lămâi, intarsiat; material textil          | Scaun de salon, cu picioarele anterioare ușor galbate și profilate, cu șezuta tapițată cu material textil recent în stil Biedermeier, cu reiuri verzi, gris și albe, cu motive florale mici. Spătarul „în ecuson”, prezintă în partea inferioară baghetă de legătură între montanți. La partea superioară, decorul este constituit din motive vegetale intarsiate și decupaj. Face parte dintr-o garnitură de salon (8 piese). Nemarcat; neștanțat. | Muzeul Național Bran, Brașov | Cimec    |
|      | Scaun                 | Datare: 2/4 sec. XIX Școală: Atelier austriac Material: lemn de nuc, brad și fag, tăiat, decupat, furniruit; furnir de nuc și lămâi, intarsiat; material textil          | Scaun de salon, cu picioarele anterioare ușor galbate și profilate, cu șezuta tapițată cu material textil recent în stil Biedermeier, cu reiuri verzi, gris și albe, cu motive florale mici. Spătarul „în ecuson”, prezintă în partea inferioară baghetă de legătură între montanți. La partea superioară, decorul este constituit din motive vegetale intarsiate și decupaj. Face parte dintr-o garnitură de salon (8 piese). Nemarcat; neștanțat. | Muzeul Național Bran, Brașov | Cimec    |
|      | Scaun                 | Datare: 2/4 sec. XIX Școală: Atelier austriac Material: lemn de nuc, brad și fag, tăiat, decupat, furniruit; furnir de nuc și lămâi, intarsiat; material textil          | Scaun de salon, cu picioarele anterioare ușor galbate și profilate, cu șezuta tapițată cu material textil recent în stil Biedermeier, cu reiuri verzi, gris și albe, cu motive florale mici. Spătarul „în ecuson”, prezintă în partea inferioară baghetă de legătură între montanți. La partea superioară, decorul este constituit din motive vegetale intarsiate și decupaj. Face parte dintr-o garnitură de salon (8 piese). Nemarcat; neștanțat. | Muzeul Național Bran, Brașov | Cimec    |
|      | Scaun                 | Datare: sec. XVIII Școală: Atelier italian Material: lemn de nuc, sculptat, incizat, lustruit, băițuit                                                                   | Scaun tip sgabello, pe picioare panouri, cel anterior cu efigie încadrată de volute filactere, șezut incizat cu motive vegetale, spătarul bordat cu volute filactere ce încadrează motivul central scoică, spătarul surmontat de efigie feminină în motiv scoică. Piesă reprezentativă pentru producția italiană de mobilier a secolului al XVIII-lea, în stil baroc. Nemarcat; neștanțat. | Muzeul Național Bran, Brașov | Cimec    |